# Право вето Совета Федерации России

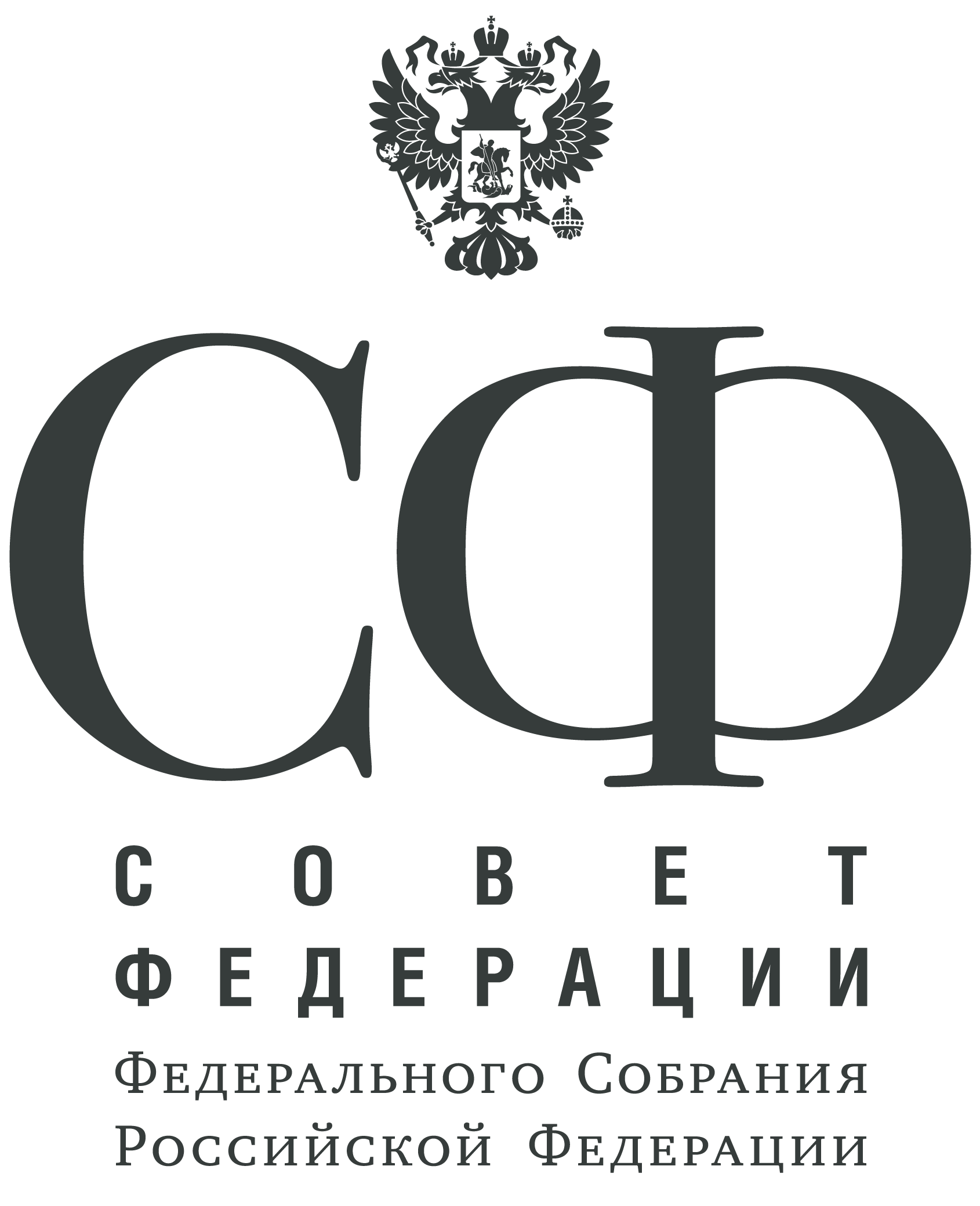
Совет Федерации Федерального собрания Российской Федерации ― верхняя палата российского парламента

Право накладывать вето на федеральные законы в Российской Федерации есть у двух институтов государственной власти — у Совета Федерации РФ (верхней палаты Федерального собрания) и у Президента Российской Федерации.
Под правом вето в Российской Федерации понимается отклонение законодательных актов для устранения противоречий между Государственной думой и Советом Федерации РФ либо между Федеральным Собранием РФ и Президентом РФ. Для устранения противоречий создаётся согласительная комиссия (между Государственной думой и Советом Федерации) либо спецкомиссия (между Федеральным Собранием и Президентом РФ).
По результатам работы комиссии закон либо принимается, либо отклоняется. Если Совет Федерации повторно, после заседания комиссии, отклоняет закон, у Государственной думы, в соответствии с Конституцией РФ, есть право преодолеть вето Совета Федерации РФ (пункт 5 статьи 105 Конституции Российской Федерации).

## Конституционные основы отклонения федеральных законов Советом Федерации РФ

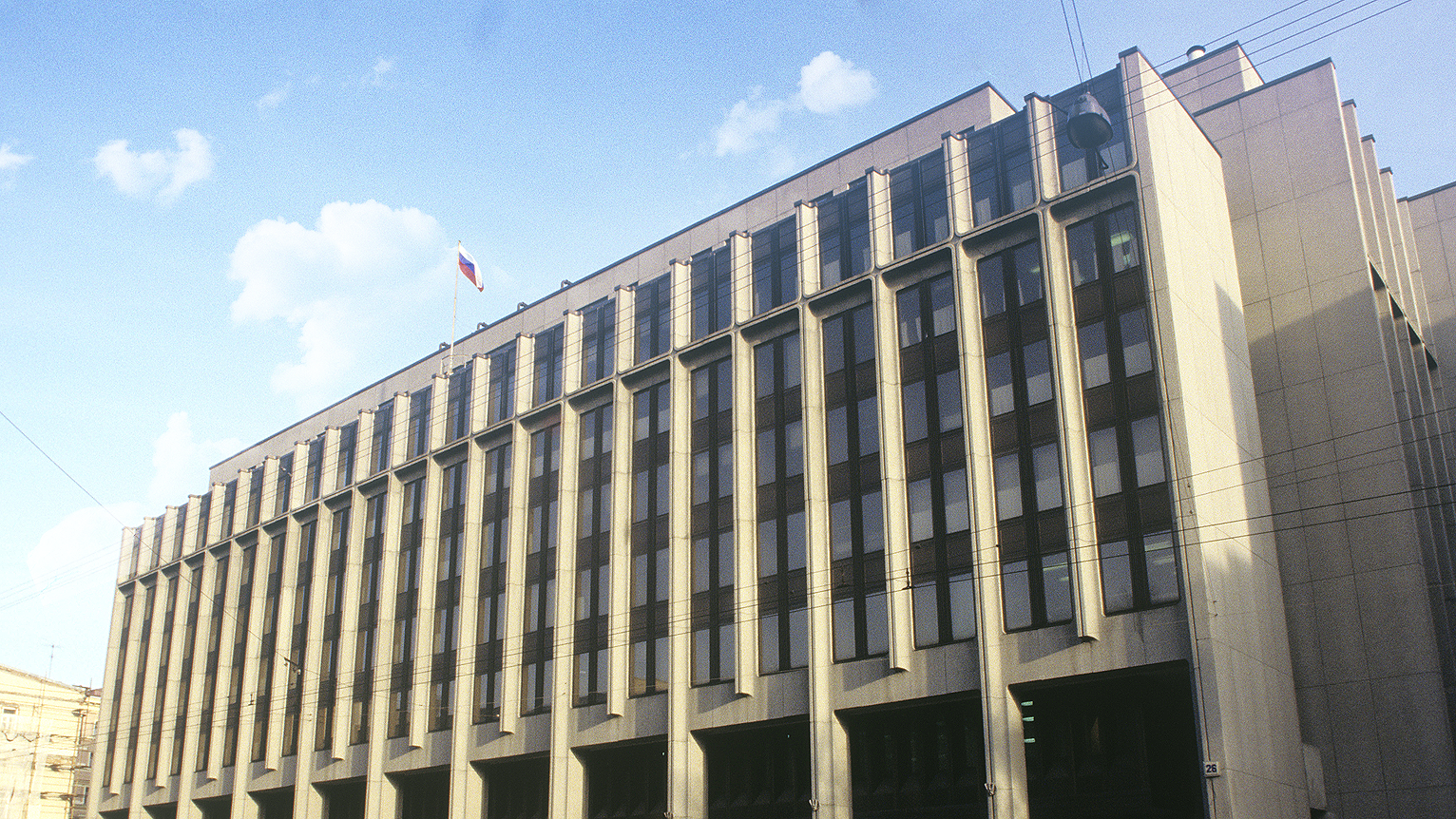
Здание Совета Федерации на Большой Дмитровке, 26

«Федеральный закон считается одобренным Советом Федерации, если за него проголосовало более половины от общего числа членов этой палаты либо если в течение четырнадцати дней он не был рассмотрен Советом Федерации. В случае отклонения федерального закона Советом Федерации палаты могут создать согласительную комиссию для преодоления возникших разногласий, после чего федеральный закон подлежит повторному рассмотрению Государственной Думой» (пункт 4 статьи 105 Конституции Российской Федерации).
«В случае несогласия Государственной Думы РФ с решением Совета Федерации РФ федеральный закон считается принятым, если при повторном голосовании за него проголосовало не менее двух третей от общего числа депутатов Государственной Думы» (пункт 5 статьи 105 Конституции Российской Федерации).

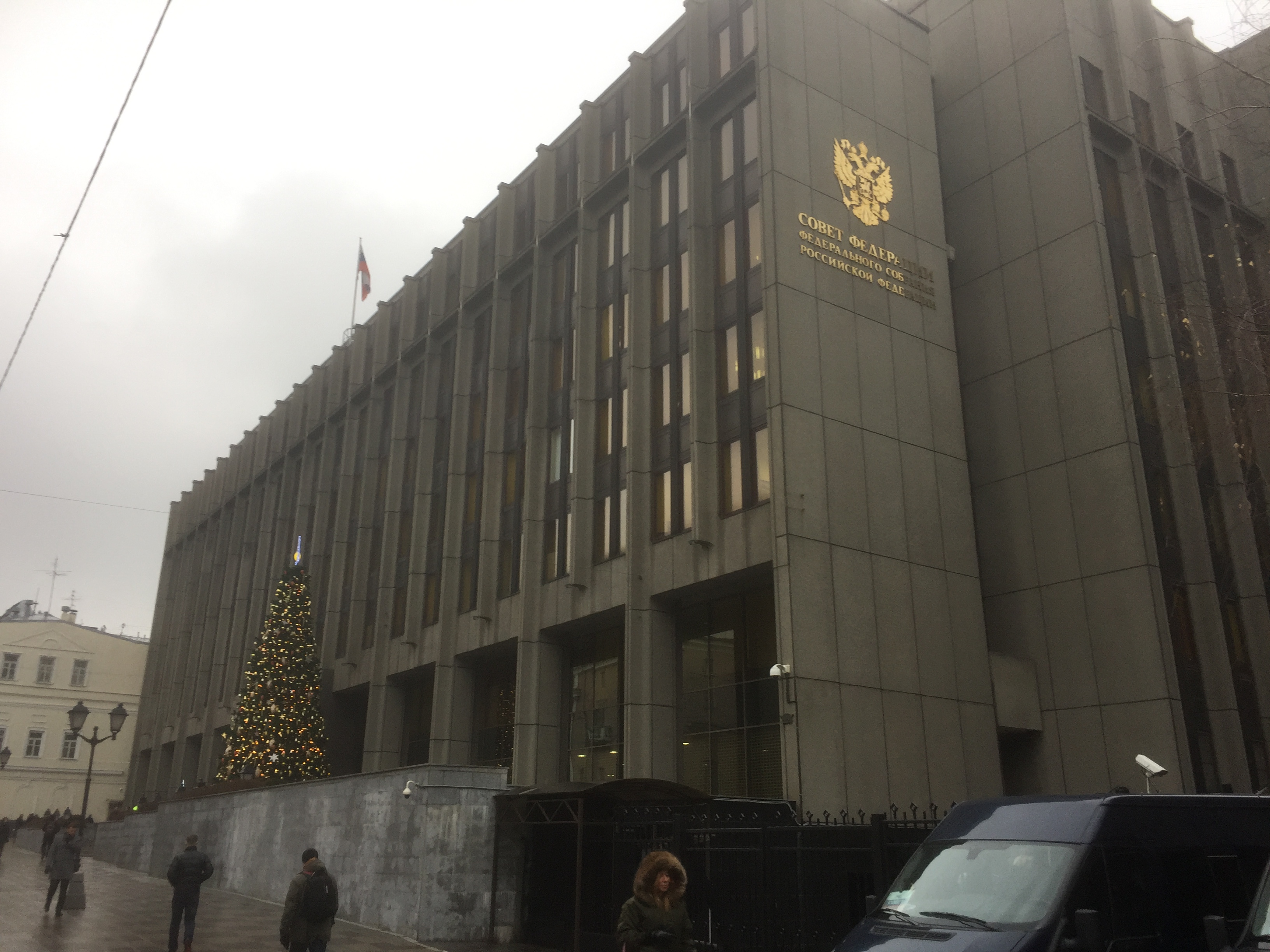
Здание Совета Федерации в 2017 году

## Взаимодействие Совета Федерации и Государственной думы РФ при разногласиях

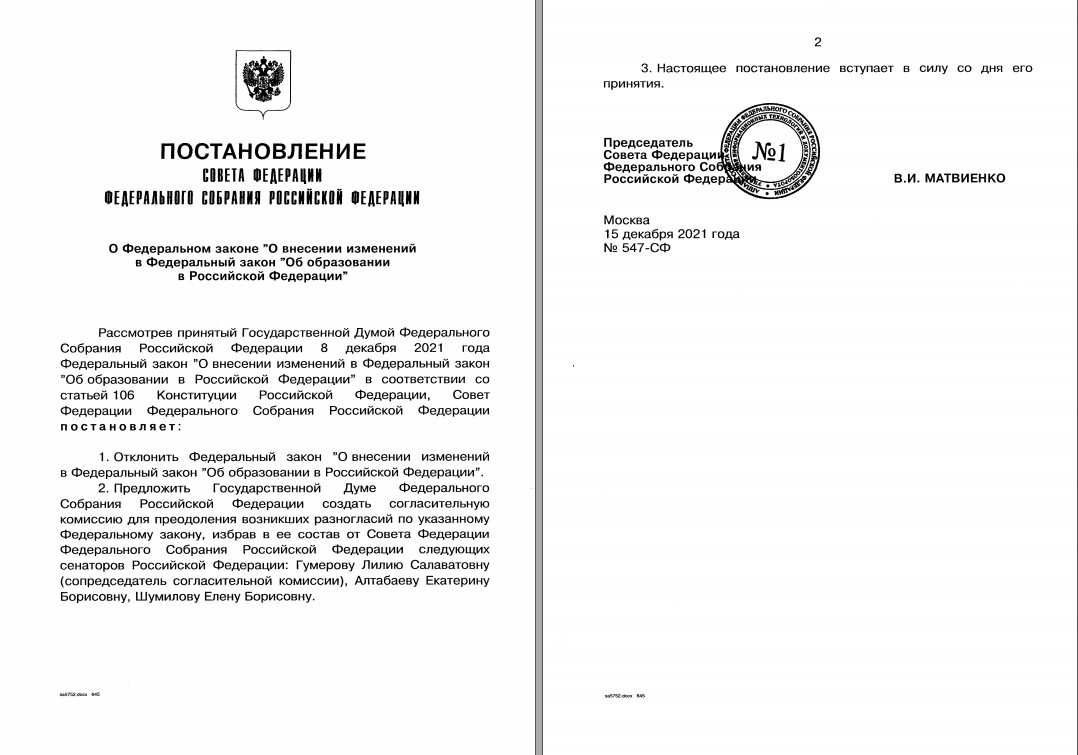
Постановление Совета Федерации от 15 декабря 2021 года, № 547-СФ

Порядок преодоления возникших разногласий между обеими палатами регулируется статьёй 109 и главой 13 Регламента Совета Федерации (статьи 111—115), а также главой 14 Регламента Государственной думы (статьи 127—132).
Федеральный закон после отклонения Советом Федерации возвращается в пятидневный срок в Государственную думу на доработку. Одна из двух палат Парламента (Государственная дума или Совет Федерации) запускает механизм создания согласительной комиссии (статья 127 Регламента Думы, статья 111 Регламента Совета Федерации). Как правило, Совет Федерации в своём Постановлении об отклонении отдельным пунктом предлагает создать согласительную комиссию. Государственная дума может выступить против создания согласительной комиссии и запустить процедуру преодоления вето Совета Федерации РФ.
Совет Федерации РФ не имеет права отказаться от формирования согласительной комиссии, если о её создании запрашивает Государственная дума РФ.
При создании согласительной комиссии действует паритетный порядок её формирования. Совет Федерации и Государственная дума делегируют своих представителей по равному количеству членов депутации: не менее 3 сенаторов от верхней палаты и не менее 3 депутатов от нижней палаты парламента. Депутации от обеих палат Парламента обладают правом решающего голоса, участвуя в голосовании. При необходимости в состав комиссии могут входить представители Правительства РФ и Президента РФ, а также другие депутаты и сенаторы. Однако они обладают правом совещательного голоса и не имеют полномочий влиять на волеизъявление депутаций в согласительной комиссии.

Решения согласительной комиссии принимаются раздельным голосованием депутатов Государственной думы и сенаторов Совета Федерации (в соответствии со статьёй 129 Регламента Государственной думы и 114 Регламента Совета Федерации).

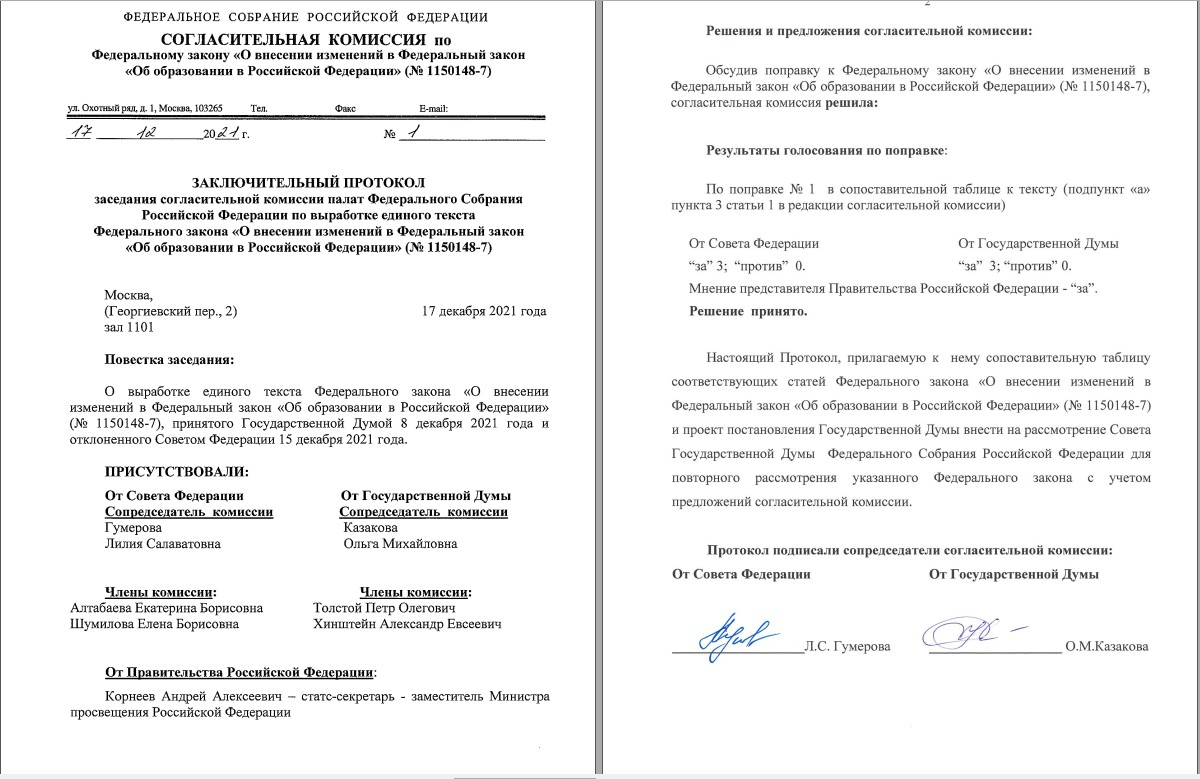
Заключительный протокол заседаний Согласительной комиссии с участием сенаторов и депутатов России

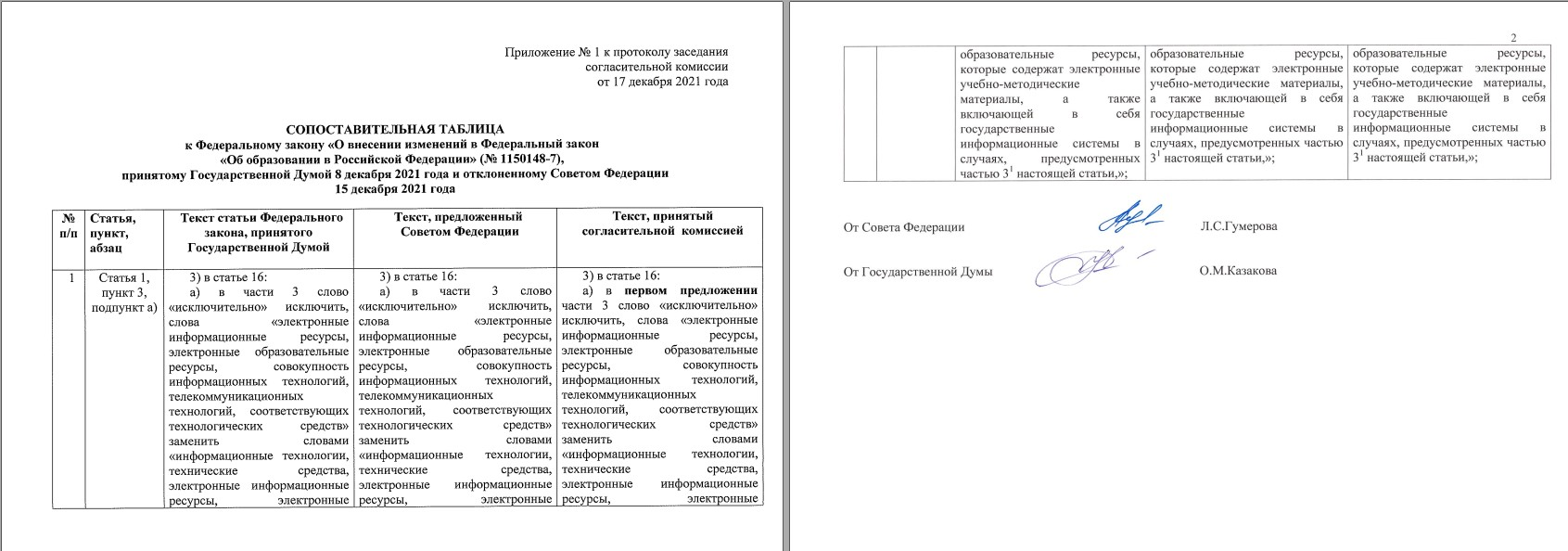
Сопоставительная таблица Федерального закона "О внесении изменений в Федеральный закон «Об образовании в Российской Федерации» от 17 декабря 2021 года

Решение считается принятым, если представители от обеих палат Федерального Собрания РФ одобрили законопроект. Решение принимается открытым голосованием, если иной порядок не установлен согласительной комиссией. Заседания согласительной комиссии стенографируются. В ходе обсуждения согласительная комиссия составляет протокол и сопоставительную таблицу статей закона, в которую были внесены изменения. В указанной таблице содержаться предложения о преодолении разногласий.
Если закон согласован обеими палатами Парламента РФ, законодательный акт вновь рассматривается Государственной думой. При повторном его рассмотрении обсуждаются исключительно только те нормы, которые содержатся в протоколе согласительной комиссии. Любые дополнительные поправки Государственной думе рассматривать запрещено. Государственная дума принимает решение по предложениям согласительной комиссии большинством голосов от общего числа депутатов нижней палаты. В случае отклонения хотя бы одного предложения Государственная дума может рекомендовать согласительной комиссии продолжить работу далее. Новые предложения рассматриваются Государственной думой в соответствии со статьёй 130 Регламента.
Принятый Государственной думой в редакции согласительной комиссии Федеральный закон направляется в пятидневный срок в Совет Федерации. Если большинство сенаторов на пленарном заседании одобрят его, закон поступает к Президенту РФ на подписание. Если при повторном рассмотрении верхняя палата парламента опять отклонит данный закон, то, в соответствии с Конституцией Российской Федерации, у Государственной думы РФ есть право преодолеть вето Совета Федерации в первоначальной редакции.
Для преодоления вето Совета Федерации РФ необходимо конституционное большинство — не менее ⅔ (= не менее трёхсот) голосов депутатов — пункт 5, статьи 105, Конституции Российской Федерации.
В случае, если Государственная дума проголосовала за преодоление вето Совета Федерации, Федеральный закон отправляется к Президенту РФ на подпись, минуя верхнюю палату Федерального собрания. Если в Государственной думе при голосовании не набралось конституционного большинства, закон отклоняется окончательно.

## Практика применения вето Советом Федерации РФ
Всего в течение работы Совета Федерации и Государственной думы первого созыва согласительные комиссии палат Федерального Собрания образовывались по одному федеральному конституционному закону и 37 федеральным законам. В 36 из них работа закончилась подготовкой единого текста.
За время своей работы Совет Федерации РФ отклонил 281 закон, принятый Государственной думой II—VII созывов. Чаще всего отклонялись законы, принятые Государственной думой II созыва (1995—1999) — 141 закон.

### Отклонение законов, принятых Государственной думой VII созыва (2016—2021 годы)
29 сентября 2017 года сенаторы отклонили федеральный закон о полном запрете размещения рекламы на платёжных квитанциях ЖКХ. За отклонение проголосовало 138 сенаторов, «за» полный запрет рекламного контента проголосовало 4 сенатора, трое воздержались. Для доработки документа была создана согласительная комиссия, которая разрешила размещать социальную рекламу и справочно-информационные сведения. В редакции согласительной комиссии закон был принят Государственной думой РФ 23 марта 2018 года.
26 декабря 2017 года Совет Федерации отклонил федеральный закон, запрещающий жестокое обращение с животными во время обучения охотничьих собак, принятый Государственной думой 21 декабря 2017 года. Депутаты Государственной думы предложили запретить натравливание собак на привязанную дичь (контактная притравка) и допускать тренировку только бесконтактными способами. Однако Совет Федерации не поддержал закон, указав, что запрет контактной притравки «убьёт отрасль». За запрет контактной притравки высказались 43 сенатора, против — 78, 22 — воздержались. После того как  Совет Федерации отклонил закон три из четырёх фракций в Государственной думе выразили готовность преодолеть вето верхней палаты. Тем не менее в ходе работы согласительной комиссии выработалась формулировка, что подготовка охотничьих собак возможна «способами, не допускающими жестокое обращение с животными и причинения им физического вреда». Ограничивать свободу передвижения можно только с применением ограждающих конструкций.
16 января 2019 года Совет Федерации отклонил закон о расширении перечня сведений о банкротах, о которых в средствах массовой информации должны были публиковать данные юридические лица. Государственная дума приняла закон 19 декабря 2018 года. Сенаторы посчитали, что публикация о должниках нарушает конституционное право граждан РФ на неприкосновенность частной жизни. Федеральный закон снят с рассмотрения.
13 марта 2019 года Совет Федерации отклонил закон о запрете хостелов и мини-отелей в жилых помещениях в многоквартирных домах, принятый Государственной думой РФ 6 марта 2019 года. Против документа проголосовал 151 сенатор, двое высказались «за», четверо — воздержались. Сенаторов не устроил срок вступления закона в силу, через 10 дней после его официального опубликования. В начале своих заседаний депутации согласительной комиссии от двух палат не пришли к единому мнению, Государственная дума готовилась преодолеть вето. Но затем две палаты пришли к соглашению и депутация от Государственной думы всё же утвердила отлагательный срок вступления закона в силу — с 1 января 2020 года.

### Отклонение законов, принятых Государственной думой VIII созыва (с 2021 года)
15 декабря 2021 года был заветирован закон «О внесении изменений в Федеральный закон «Об образовании». Совет Федерации отказался одобрить закон, регламентирующий участие органов государственной власти субъектов РФ в сфере образования. Закон обязывал использовать при дистанционном обучении онлайн-ресурсы, прошедшие государственную верификацию. При отклонении закона спикер Совета Федерации раскритиковала главу Минпросвещения Сергея Кравцова за неконструктивную работу с парламентом, в результате чего возникли технические сложности для принятия закона. 16 декабря Госдума приняла решение создать согласительную комиссию по отклоненному закону, также было решено провести служебное расследование обстоятельств его принятия. 21 декабря законопроект был принят нижней палатой в редакции согласительной комиссии. 24 декабря его одобрила верхняя палата парламента, 30 декабря закон подписал президент РФ.
24 декабря 2021 года Совет Федерации отклонил закон «О внесении изменений в статью 19 Федерального закона «О рекламе». Он был внесён в Государственную думу Ярославской областной думой в марте 2021 года. Статья 19 гласит о наружной рекламе и установке рекламных конструкций. Областные депутаты предлагали расширить перечень оснований для аннуляции выданных разрешений на установку рекламных баннеров и щитов. Сенаторы наложили вето на данный закон, поскольку в нём не был решён вопрос о действии разрешения на установку и эксплуатацию рекламных конструкций до дня вступления в силу поправок. Совет Федерации отклонил закон о запрете размещения рекламных конструкций на фасадах жилых домов без согласия собственников жилья. Результаты голосования: 157 сенаторов против поправок, один сенатор высказался «за». Документ был принят Госдумой 16 декабря. Сенаторы предложили депутатам доработать документ в рамках согласительной комиссии. 5 апреля Госдума приняла закон в редакции согласительной комиссии, 13 апреля Совет Федерации одобрил доработанный документ, 16 апреля он был подписан президентом РФ. Собственники жилья получили возможность защитить его от установки рекламных конструкций в случае, если для установки и эксплуатации рекламной конструкции используется общее имущество собственников помещений в многоквартирном доме.
23 марта 2022 года Совфед отклонил правительственный закон, который исключал необходимость подачи заявления потерпевшей стороны для возбуждения уголовного дела о мошенничестве в сфере гособоронзаказа, национальных проектов и госзакупок. Государственная дума приняла законодательный акт 10 марта. Решение об отклонении закона было принято в связи с его экономической нецелесообразностью и несвоевременностью. По словам главы комитета СФ по конституционному законодательству и госстроительству Андрея Клишаса, в силу текущей политической ситуации закон идет вразрез с мерами правительства по поддержке бизнеса в условиях западного санкционного давления. 5 апреля стало известно, что Госдума не будет пытаться преодолеть вето Совета Федерации и снимает заветированный документ с рассмотрения.
22 июня 2022 года Совет Федерации наложил вето на закон, расширяющий права и полномочия прокурора в арбитражном и гражданском процессе, из-за допущенной при подготовке ко второму чтению в Госдуме юридико-технической ошибки. 21 июня 2022 года Представитель Генеральной прокуратуры в Совете Федерации выступил с просьбой отклонить данные поправки, поскольку они значительно ограничивают участие прокуроров в ряде судебных процедур. На практике отклонённые положения могли привести к существенному осложнению деятельности прокуратуры. Закон, принятый Госдумой 8 июня, был отклонен с созданием согласительной комиссии. Как пояснил первый зампред комитета СФ по конституционному законодательству и госстроительству Владимир Полетаев, в документе ко второму чтению была изменена формулировка части 5 статьи 52 Арбитражного процессуального кодекса. Это не позволяло сделать однозначный вывод о сохранении права генпрокурора вступать в арбитражный процесс на любой стадии в тех делах, производство по которым было возбуждено по иску самого генпрокурора. 28 сентября 2022 года Государственная дума вновь рассмотрела данный законопроект в редакции согласительной комиссии, Совет Федерации одобрил его 4 октября, вступил в силу 7 октября подписью Президента России. 
24 мая 2023 года Совет Федерации отклонил федеральный закон о безналичных расчётах за цветной и чёрный металл. Закон был принят Государственной думой в окончательном чтении 12 апреля. Предполагалось, что он вступит в силу с 1 июля 2024 года. Автор законопроекта — Андрей Луговой.

Согласно закону запрещалось принимать у физлица при оплате в наличной форме лом и отходы цветных металлов на сумму более 120 тысяч рублей. При приёме чёрных металлов — на сумму более 10 тысяч рублей.Председатель Комитета по конституционному законодательству и госстроительству Андрей Клишас указал, что закон противоречит положениям Гражданского кодекса и рекомендуется к отклонению. Также с отрицательным заключением выступил председатель профильного Комитета по аграрно-продовольственной политике и природопользованию Александр Двойных и председатель Комитета по экономической политике Андрей Кутепов.
Согласно пункту 1 статьи 861 Гражданского кодекса РФ расчёты с участием граждан, не связанные с осуществлением ими предпринимательской деятельности, могут производиться наличными деньгами без ограничения суммы или в безналичном порядке Комитеты Совета Федерации указывали, что изменения в законодательстве приведут к коллизии гражданского права и трудностям в его применении. Однако ассоциация переработчиков лома заявила, что без этого закона невозможна реформа в ломозаготовительной отрасли. 152 сенатора отклонили поправки в закон «Об отходах производства и потребления», «за» закон проголосовали 2 сенатора . После отклонения закона Советом Федерации создана согласительная комиссия, куда вошли 4 сенатора — Елена Зленко (сопредседатель комиссии), Ирина Рукавишникова, Алексей Синицын и Вадим Деньгин.
5 июля на 548 заседании Совета Федерации согласованный и доработанный текст одобрен сенаторами. Изменения коснулись срока вступления в силу — с 1 октября 2023 года (вместо 1 июля 2024 года). Также из первоначального текста убрали переходной этап вступления закона в силу. Правительству РФ давалось полномочие устанавливать свои лимиты до 1 июля 2024 года. В новой редакции закона Правительство РФ лишилось этих полномочий. 10 июля поправки к закону «Об отходах производства и потребления» подписаны Президентом Российской Федерации. Данные законодательные новеллы вступили в силу с 1 октября 2023 года.
20 декабря 2024 года Совет Федерации отклонил правительственную новеллу, вносящую поправки в закон «О ветеранах». В нём шла речь об уточнении территорий для присвоения статуса ветерана и о периоде выполнения задач в ходе вторжения в Украину. В результате предполагалось, что категория лиц, награждаемых статусом «ветеран боевых действий» расширится. 10 декабря Государственная дума приняла соответствующий закон. Исходя из него, этот статус могли получить различные специалисты, направленные в оккупированные Россией части Запорожской и Херсонской областей после аннексии территорий — с 30 сентября 2022 года. Речь могла идти о врачах, строителях, водителях и так далее. Поправки относятся также к сотрудникам МЧС России, занимающиеся разминированием в новых регионах. Кроме того, закон распространял этот статус на людей, которые отработали минимум полгода в оккупационных военно-административных органах Запорожской и Херсонской областей. 

Глава Комитета Совета Федерации по социальной политике Елена Перминова отметила, что комитет считает правильным подход, который распространяет статус ветерана боевых действий на лиц, обезвреживающих взрывоопасные предметы. Однако закон распространяет также действие на лиц, занятых в оккупационных администрациях Запорожской и Херсонской областей, тогда как работники администраций ДНР и ЛНР не указаны. Это приводит к правовой неопределённости и не устанавливает чётких и понятных критериев статуса ветерана боевых действий. На заседании Комитета  закон не поддержали, а на пленарном заседании правовой акт рекомендовали отклонить, создав согласительную комиссию из сенаторов и депутатов Государственной думы. Против закона  проголосовало большинство — 140 сенаторов, 13 человек всё же высказались за поправки, двое воздержались. После наложения вето создалась согласительная комиссия, куда вошли 9 сенаторов (от указанного Комитета, а также сенаторов от четырёх новых регионов): Перминова Елена (сопредседатель комиссии), Бас Ольга, Басюк Константин, Владимиров Николай, Ворона Дмитрий, Дягилева Елена, Кастюкевич Игорь, Кувшинова Наталья и Никонорова Наталья.
20 мая 2025 года на заседании Государственной думы срок работы согласительной комиссии решили продлить до 12 июня 2025 года.  2 июля 2025 года, на 593 заседании Совета Федерации РФ, сенаторы одобрили закон в редакции согласительной комиссии. Документ представляла Перминова Елена. Согласно ему, статус ветерана боевых действий и меры социальной поддержки получат участники вторжения в Украину из числа сотрудников МЧС России, которые занимаются разминированием территорий воссоединенных регионов. При этом лица, получившие ранения или контузии, получат статус инвалида боевых действий. Еще одна категория для получения статуса ― это гражданские лица, командируемые в зону военных действий. Им для получения звания «ветеран боевых действий» необходимо иметь особые заслуги в службе и стаж работы в боевой зоне не менее 6 месяцев. Порядок выдачи удостоверения единого образца таким лицам определит Правительство Российской Федерации. Федеральный закон «О внесении изменений в статьи 3 и 4 Федерального закона «О ветеранах» от 7 июля 2025 года, №196-ФЗ подписан и опубликован Президентом РФ. Документ вступил в силу со дня опубликования. 

## Преодоление вето Совета Федерации
Впервые механизм согласительной комиссии был задействован в 1995 году, когда принимался резонансный законопроект «О выборах депутатов Государственной Думы Федерального Собрания». Советом Федерации закон отклонялся дважды. После второго отклонения Государственная дума преодолела вето Совета Федерации, направив закон Президенту РФ на подписание. Президент РФ в свою очередь также решил заветировать данный закон с учётом мнения Совета Федерации, предложив создать трёхстороннюю согласительную комиссию. Помимо депутатов и сенаторов от двух палат Федерального собрания в комиссию вошли представители от Президента Российской Федерации.
В результате закон прошёл через Государственную думу, одобрен Советом Федерации и подписан Президентом РФ. Появилась правовая возможность проведения выборов в Государственную думу в конституционные сроки.
В апреле 2007 года Президент РФ наложил вето на Федеральный закон «О Знамени Победы». Государственная дума в марте приняла его, однако 30 марта Совет Федерации воспользовался правом вето, отклонив закон. Причиной разногласий стало то, что Государственная дума предлагала убрать с символа Знамени Победы серп и молот, оставив пятиконечную звезду. В Совете Федерации выступили резко против данной инициативы, пояснив, что над рейхстагом в 1945 году серп и молот присутствовали на полотнище в качестве символов победившего государства. Госдума решила преодолеть вето Совета Федерации конституционным большинством, рассмотрев 6 апреля текст повторно в ранее принятой редакции. «За» проголосовали 332 депутата, против — 99. Документ поступил на подпись Президенту РФ, однако 20 апреля он также заветировал данный закон. В разосланных письмах в обе палаты Федерального Собрания говорилось, что к главе государства обратилась общественность из ветеранских организаций и потребовала вернуть символы СССР. Президент РФ предложил создать специальную комиссию для урегулирования противоречий. В результате её деятельности серп и молот вернулись на штурмовой флаг. Федеральный закон подписан 7 мая 2007 года.